# Daas
Daas (em latim: dahae; em grego clássico: δάαι; romaniz.: dáai), daos (δάοι, dáoi), dasas (δάσαι, dásai; em sânscrito: dasa; em chinês: 大益; romaniz.: dayi) foram um confederação de povos iranianos da Ásia Central, formada pelos parnos, xântios e píssuros.

## Etimologia
Os confederados daas foram chamados dahae em latim; δάαι, δάοι e δάσαι em grego; e 大益 (dayi) em chinês. Em 1912, Sten Konow associou o etnônimo persa antigo daha- com o cotanês daha- ("homem, macho"). A forma de grau longo correspondente seria a forma não atestada *dāha- aparece no persa novo dāh ("servo"), no soguediano budista d'yh, no soguediano cristão d'y ("escrava") e quiçá no avéstico *Dāha- / *Dāŋha-, que é atestado no feminino dāhī- no Iaste 13.144 com os airiia- (arianos), tūiriia-, sairima- e sāinu-, ou seja, as tribos que seguiam o zoroastrismo. Os indianos citam um povo de nome *dasa- (atestado na forma adjetival dāsa-), que aparecem no Rigueveda como inimigos dos arianos.

## História

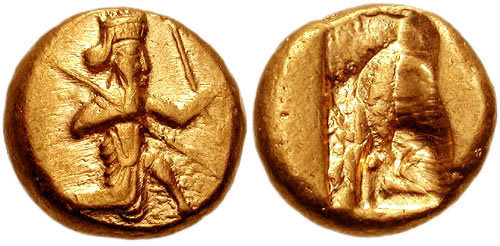
Dárico do tempo de a

Segundo Heródoto (1.1125), os daas (para ele, daos) eram uma das tribos nômades persas, junto dos amardos, drópicos e sagárcios. Também estão na inscrição de Daeva do xá Xerxes I (r. 486–465/4 a.C.), que consiste numa lista de 30 daiavas (dahyāva; "províncias") do Império Aquemênida, junto dos citas sacas haumavargas (sakā haumavargā) e sacas tigraxaudas (Sakā tigraxaudā) da periferia do império. De acordo com Willem Vogelsang, é possível que delegados daas esteja representados entre os povos súditos nos relevos do Edifício Central e no Salão do Trono em Persépolis. Em várias fontes clássicas, estão entre os povos que compunham o exército persa que lutou contra Alexandre, o Grande na Batalha de Gaugamela de 331 a.C. com outros grupos citas: Arriano e Cúrcio Rufo dizem que lutaram na ala esquerda com os báctrios e aracósios. Depois, os biógrafos de Alexandre colocaram que foram incorporados à cavalaria macedônica e os definiram como arqueiros a cavalo que viviam nos desertos a nordeste de Báctria e a leste de Soguediana. Citações tardias em Ptolemeu e Tácito indicam que alguns daas viviam nas franjas orientais do deserto de Caracum, próximo da antiga Margiana, e podem ser os nômades que por volta de 300 a.C. invadiram Margiana e Ária, destruindo Alexandria e Heracleia, conforme relatado por Plínio, o Velho e Estrabão.

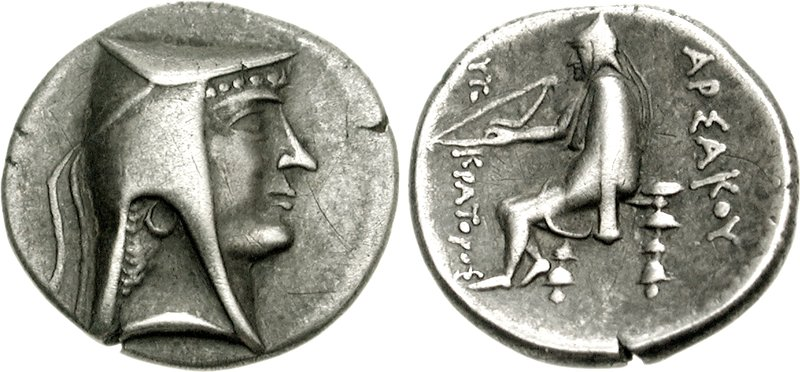
Dracma de Ársaces emitido em Nisa

Em meados do século III a.C., se expandiram para oeste, se estabelecendo nas terras ao norte da Hircânia, junto da costa sudeste do mar Cáspio, numa área mais tarde chamada Daistão (Dahistān), Deistão (Dehistān) ou Deestão (Dehestān). Tratando disso, Estrabão coloca que os daas eram formados por três tribos, a saber: esparnos ((s)párnoi), xântios (xánthioi) e píssuros (píssouroi), que viviam a leste até as terras ao norte de Ária. Ainda diz Estrabão que os esparnos viviam junto ao rio Oco e que foram governados por Ársaces I (r. 247–217 a.C.), fundador do Império Arsácida. Segundo Vogelsang, não se sabe ainda quando os esparnos / daas se estabeleceram junto das franjas sul e sudeste do deserto de Caracum, mas é provável que tenha ocorrido entre o fim do século IV e o início do III a.C., quando outras tribos citas invadiram Margiana e Ária. Porém, coloca o mesmo autor, já podiam estar habitando o Daistão antes disso.